# تشارلز جوزيف فليتشير
تشارلز جوزيف فليتشير (بالإنجليزية: Charles Joseph Fletcher)‏ هو مهندس فضاء جوي ومهندس أمريكي، ولد في 21 ديسمبر 1922 في فرانكلين في الولايات المتحدة، وتوفي في 20 أبريل 2011 في Saint Clare's Hospital at Boonton Township ‏ في الولايات المتحدة.